# Museo Sedgwick de Ciencias de la Tierra
El Museo Sedgwick de Ciencias de la Tierra (en inglés: Sedgwick Museum of Earth Sciences) es el museo de geología de la Universidad de Cambridge. Forma parte del Departamento de Ciencias de la Tierra y está situado en Downing Site, en el centro de Cambridge, Inglaterra. El Museo Sedgwick es el más antiguo de los ocho museos que conforman el consorcio University of Cambridge Museums.

## Historia

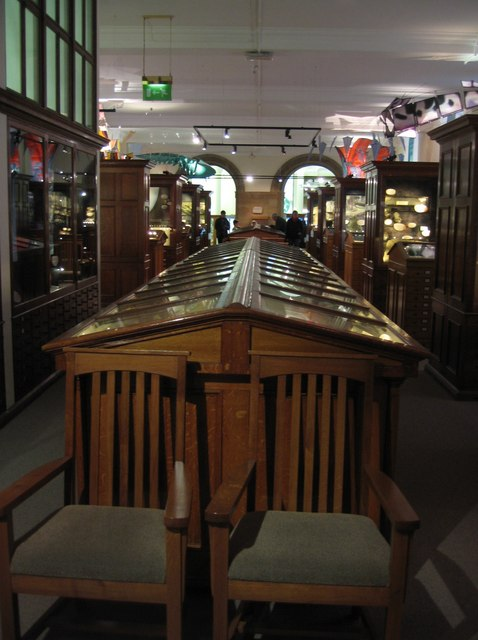
Interior del museo.

John Woodward recolectó y catalogó a lo largo de más de 35 años cerca de 10 000 especímenes en cinco vitrinas de nogal, dos de las cuales legó a la universidad en su testamento. Más tarde, la universidad compró otros dos, a los que se añadió el quinto en la década de 1840. También cedió fondos para crear la cátedra de profesor woodwardiano de geología.
Adam Sedgwick inició la expansión de la colección con la compra de varios esqueletos de ictiosaurio de Mary Anning. Convenció a la universidad de reservar espacio en el Edificio Cockerill, pero en el momento de su muerte la colección ya era demasiado grande para ese espacio, por lo que se decidió fundar un museo en su memoria.
La construcción del Museo Sedgwick fue supervisada por Thomas McKenny Hughes, un negociador que convenció a la universidad de construir el museo y recaudó para ello más de 95 000 libras con un llamamiento público. El museo fue inaugurado el 1 de marzo de 1904 en una ceremonia presidida por el rey Eduardo VII.

## Colecciones

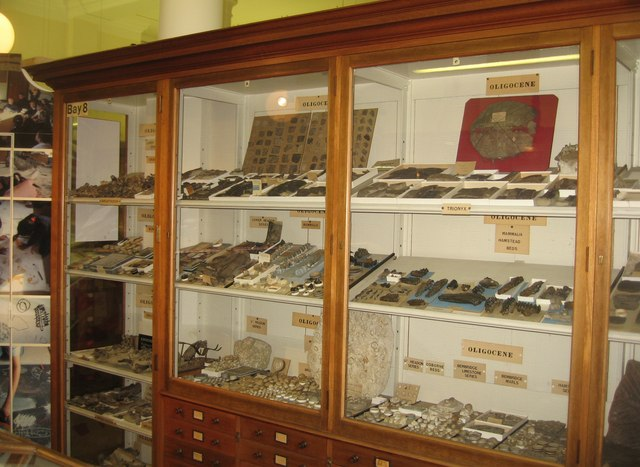
Periodo del Oligoceno.

El Museo Sedgwick tiene una colecciones de alrededor de 2 millones de rocas, minerales y fósiles que abarcan un periodo de 4500 millones de años. Son un recurso importante a nivel internacional para investigación y formación.
La colección de minerales consta de entre 40 000 y 55 000 ejemplares de minerales de todo el mundo y más de 400 muestras de meteoritos. En la mayoría de los casos, las muestras de rocas están acompañadas de una sección delgada. Los puntos más fuertes de la colección reflejan los intereses de investigación a lo largo de los años, e incluyen minerales de Cornualles y Cumbria y especímenes del Binntal, en Suiza. Algunos ejemplos de esta colección están expuestos en la galería de minerales.
La colección del Beagle comprende aproximadamente 2000 rocas y algunos fósiles recogidos por Charles Darwin durante su viaje en el HMS Beagle entre 1831 y 1836.
La colección Harker de rocas ígneas y metamórficas lleva el nombre del petrólogo Alfred Harker, que dedicó muchos años a organizar y catalogar la colección.
La colección Maurice Black de rocas sedimentarias consta de alrededor de 32 000 ejemplares y secciones delgadas petrológicas.
La colección del archivo del Museo Sedgwick incluye documentos que trazan la historia y el desarrollo del museo, así como del Sedgwick Club, la sociedad geológica de estudiantes más antigua del mundo.  El archivo también incluye los cuadernos de campo de Sedgwick, libros de bocetos y catálogos de especímenes.
El Edificio A. G. Brighton es un laboratorio de conservación geológica que actúa además como almacén de las colecciones, y está situado en West Cambridge. Lleva el nombre de Albert George Brighton (1900-1988), conservador del Museo Sedgwick desde 1931 hasta su jubilación en 1968. La colección paleontológica contiene más de 1 millón de fósiles de todo el mundo.

## Exposiciones

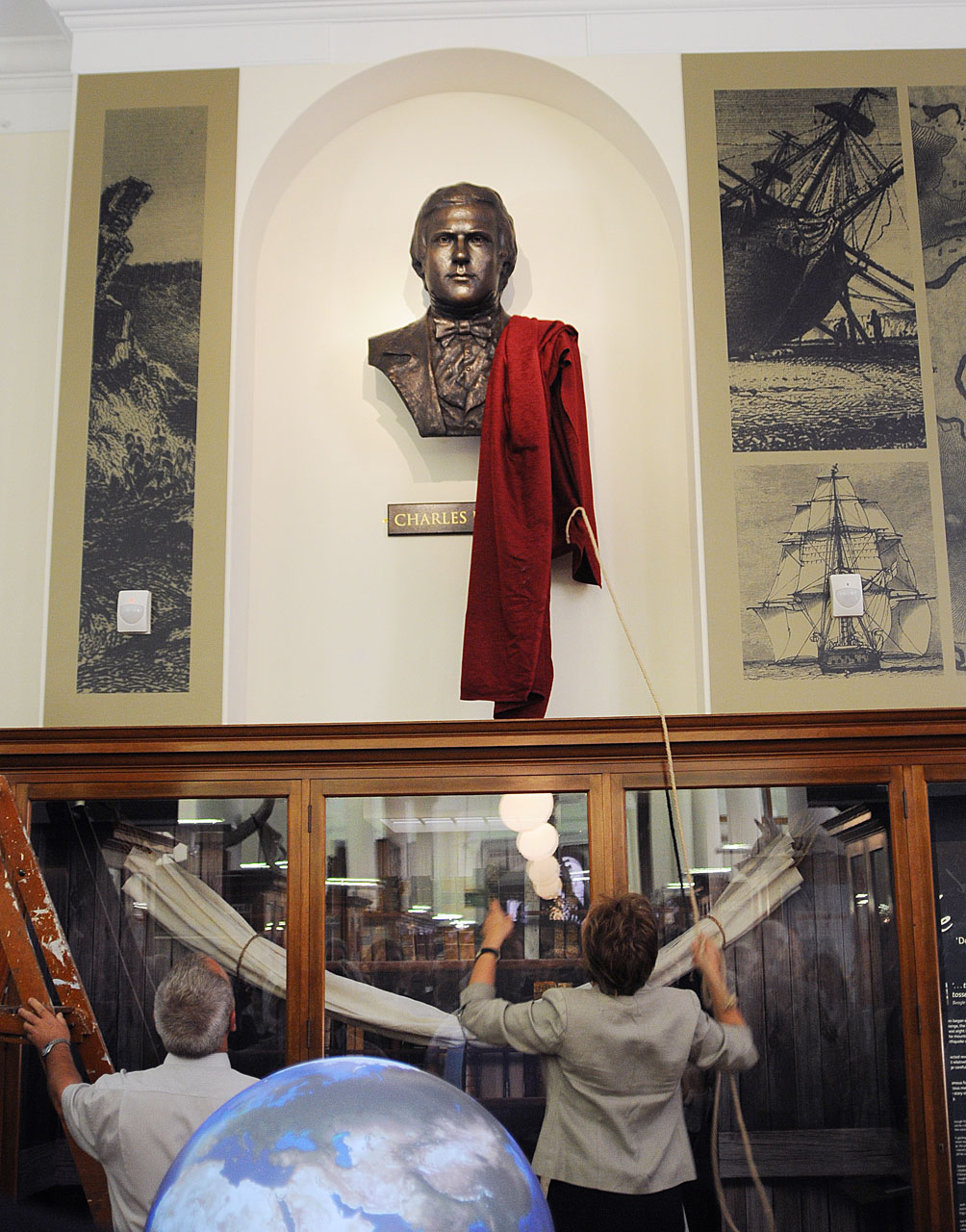
Inauguración del busto Young Darwin en el museo en 2009.

En 2009 el museo albergó una gran exposición sobre Charles Darwin coincidiendo con la celebración de su segundo centenario. La exposición se centró en las primeras investigaciones geológicas de Darwin y mostró muchos de los especímenes recogidos durante el viaje del Beagle. La inauguración de la exposición también coincidió con un gran busto del joven Darwin. El busto es obra del escultor Anthony Smith y fue inaugurado por la historiadora de Darwin Janet Browne.

## Acceso público

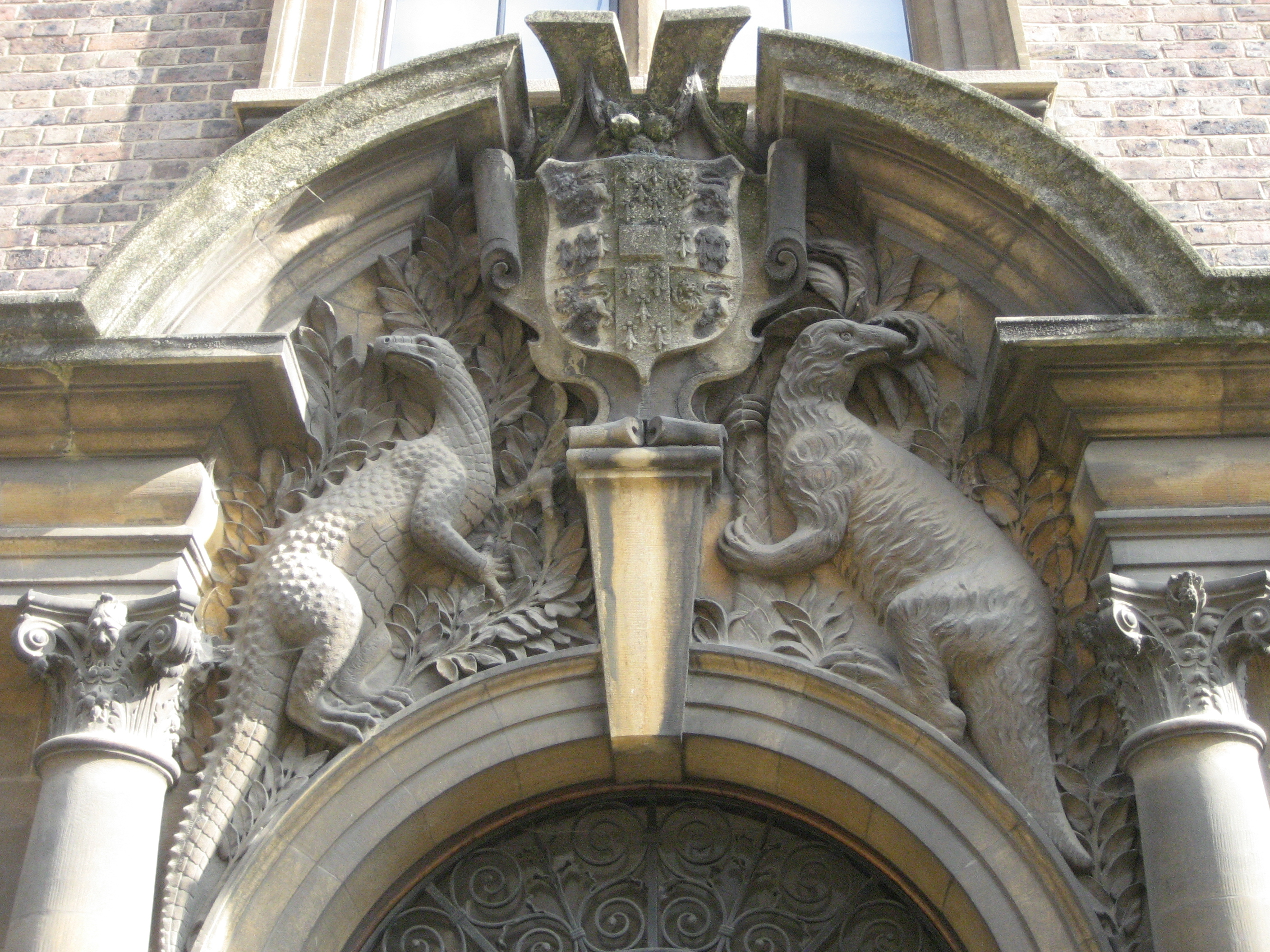
Relieve de dos animales prehistóricos (un Iguanodon a la izquierda y un Megatherium a la derecha)

El acceso al Museo Sedgwick es gratuito para todos los visitantes. El museo está abierto de 10 a 13 h y de 14 a 17 h de lunes a viernes, y de 10 a 16 h los sábados. El Museo Sedgwick es de gran relevancia para las ciencias de la tierra y participa regularmente en eventos de la ciudad como el Festival de Ciencia de Cambridge y Anochecer en los Museos. Realiza actividades para familias e individuos, así como exposiciones temporales, talleres y otros eventos.
El logo del museo está basado en el esqueleto de Iguanodon mostrado a la entrada. Un panel explicativo relata que el esqueleto está montado incorrectamente en postura erguida en lugar de horizontal, pero debido a que la postura erguida es ampliamente reconocida como imagen del museo se decidió dejarlo en esta posición.